# Alexandrosz Aitólosz
Alexandrosz Aitólosz (Kr. e. 4-3. század körül) görög költő
Életéről azon kívül, hogy Alexandriában élt és alkotott, semmit sem tudunk. Művei szinte mind elvesztek, mindössze néhány töredéke, illetve epigrammája maradt fenn. Egy műve, amely az „Az élet füve” címet viseli:
Míg füvet ízlel Glaukosz a boldogok üdv-szigetén, mely
Éeliosz sugarára virít ki tavasszal a réten,
Éeliosz csak etetgeti szívderítő lakomával,
zöld lombbal lovait, hogy a pályát végigügessék
fürgén, s fáradalom ne csigázza el őket az úton.